# Szent György-torony
A Szent György-torony (máltaiul: Torri ta' San Ġorġ, olaszul: Torre San Giorgio) kis őrtorony Máltán, San Ġiljanban. Egyike azoknak az erődtornyoknak, amelyeket Jean-Paul de Lascaris-Castellar, a máltai lovagrend 57. nagymestere építtetett a szigetek partvédelmi hálózatának részeként. A torony 1638 óta a Szent György-öböl nyugati csücskében áll. Jó állapotban van, ma egy szálloda területén található.

## Története
A Szent György-torony 1638-ban épült Lascaris-Castellar nagymester magisztrátusa idején. A Lascaris-tornyok megfigyelőállomásként és őrhelyként szolgáltak, hogy riasszák a helyőrséget, ha ellenséges flotta közeledik, vagy figyelmeztető lövéseket adjanak le a csempészekre, kalózokra, és Málta karanténszabályait elkerülni próbáló hajókra. A tornyokat a Wignacourt-tornyok mintájára egymástól látótávolságára helyezték el, hogy éjjel-nappal jelezhessenek egymásnak, és a part azon részein állították fel őket, ahol a terep lehetővé tette az ellenség partraszállását.
A Szent György-tornyot többször átalakították és a brit időszakban jelentős szerkezeti változtatásokat végeztek rajta – csak az alsó rész maradt meg eredeti állapotában. 1878-ig a Pembroke erőd felépüléséig a tornyot megfigyelőállásként használták, majd tűzirányító központként szolgált. A második világháború idején katonai rádiókommunikációs közvetítőállomás volt.
A tornyot 1997-ben rekonstruálták, a ráépített részeket eltávolították. A torony jelenleg egy Hotel területén található.

## Fordítás
Ez a szócikk részben vagy egészben  a   Saint George's Tower című angol Wikipédia-szócikk fordításán alapul.  Az eredeti cikk szerkesztőit annak laptörténete sorolja fel. Ez a jelzés csupán a megfogalmazás eredetét és a szerzői jogokat jelzi, nem szolgál a cikkben szereplő információk forrásmegjelöléseként.

## Külső hivatkozások
- A máltai szigetek kulturális javainak nemzeti jegyzéke